# Aérodrome d'Ansongo
L’aéroport d'Ansongo est un aéroport desservant Ansongo, dans la région de Gao, au Mali.